# Aufschlagmittel
Aufschlagemittel (auch Schaummittel oder Schaumstabilisator) bilden in der Gruppe der Lebensmittelzusatzstoffe eine eigene Funktionsklasse. Hierbei handelt es sich um Stoffe, die zur gleichmäßigen Verteilung von Gasen in flüssigen und festen Lebensmitteln beitragen.

## Eigenschaften

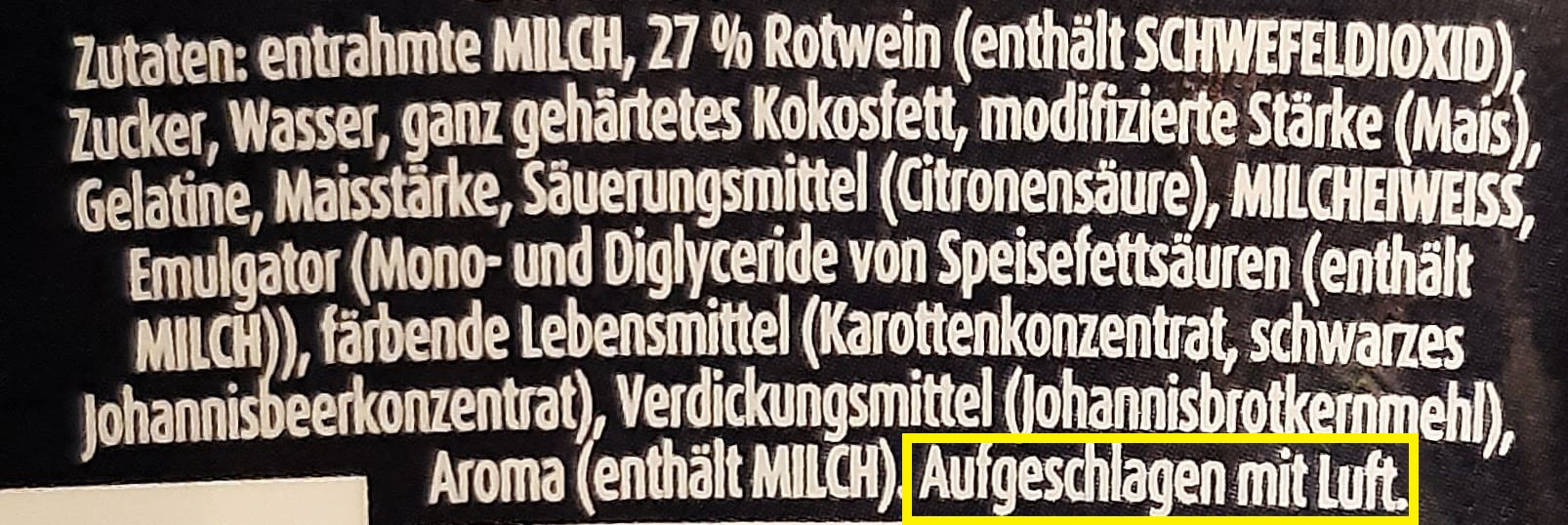
Deklaration der Zutaten für ein Aufschlagemittel unter Verwendung von Luft

Die Zugabe eines Schaummittels erleichtert oder ermöglicht die Einbringung von Gasen wie beispielsweise der Luft. Die daraus resultierende einheitliche Dispersion des Gases führt zu einer besonderen Konsistenz des Lebensmittels. So ist beispielsweise die Mousse au Chocolat durch den Zusatz eines Schaummittels besonders luftig. Der Lebensmittelzusatz dient dabei gleichzeitig auch als Stabilisator und sorgt so für eine vereinfachte Handhabung. Schaummittel bestehen aus Emulgatoren und Verdickungsmitteln, aber auch aus Begleitstoffen aus Magermilch oder Eiern. Sie werden vor allem auch dann eingesetzt, wenn sich Gase schlecht mit der jeweiligen Flüssigkeit mischen lassen.

## Verwendung
In der Europäischen Union sind folgende Lebensmittelzusatzstoffe als Schaummittel zugelassen:
- E 400 Alginsäure
- E 401 Natriumalginat
- E 402 Kaliumalginat
- E 404 Calciumalginat
- E 405 Propylenglycoalginat
- E 415 Xanthan
- E 460 Cellulose
- E 462 Ethylcellulose
- E 463 Hydroxypropylcellulose
- E 464 Hydroxypropylmethylcellulose

- E 465 Ethylmethylcellulose

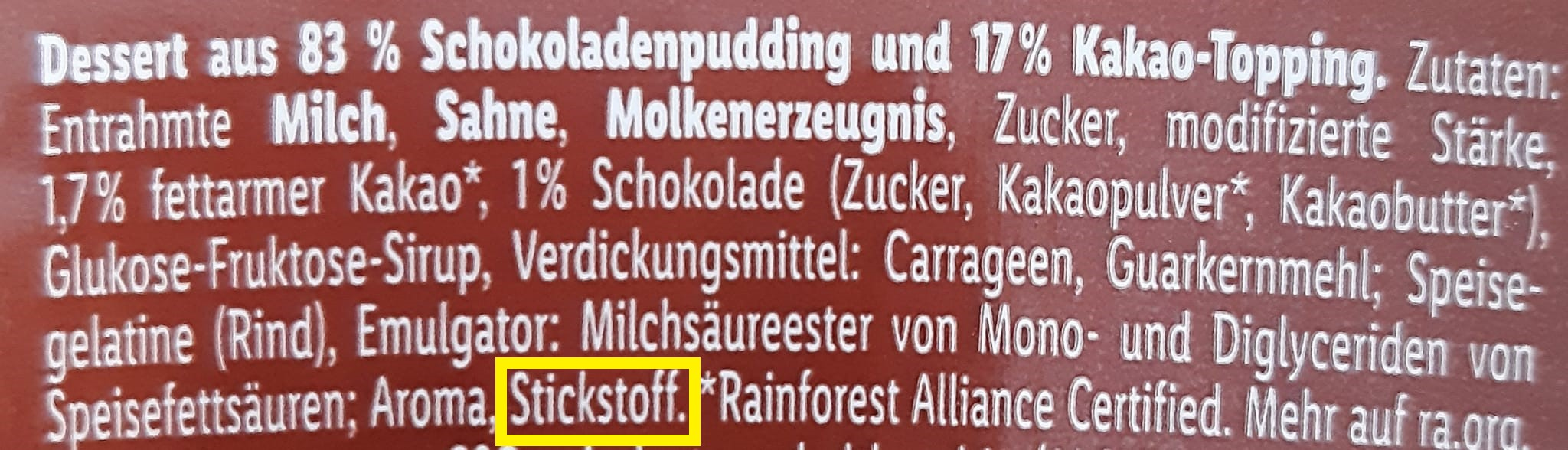
Zutatenliste: Zutatenliste eines Schaummittels ohne Angabe der E-Nummern

- E 466 Natriumcarboxymethylcellulose
- E 470a Salze der Speisefettsäursäuren
- E 472a - E 472e Ester von Mono- und Diglyceriden von Speisefettsäuren
- E 473 Zuckerester von Speisefettsäuren
- E 481 Natriumstearoyl-2-lactylat
- E 482 Calciumstearoyl-2-lactylat
- E 999 Quillajaextrakt

Die verschiedenen Aufschlagemittel finden in einem breiten Bereich Anwendung. So werden sie beispielsweise in der Produktion von Zwieback, Backwaren, Süßigkeiten, Puddings, Saucen, Speiseeis und Getränken verwendet. Sie werden auch zur Biskuitherstellung eingesetzt. Hierbei wird durch das Einschlagen von Luft das Gebäckvolumen erhöht.

## Rechtliche Situation
In der Europäischen Union sind die Lebensmittelzusatzstoffe gemäß Anhang II der Verordnung (EG) Nr. 1333/2008 (Stand August 2021) sowie in der Schweiz, gemäß der Zusatzstoffverordnung (ZuV) (Stand: Juli 2020) aufgelistet.
Einige der oben aufgeführten Schaummittel sind auch als Futtermittelzusatzstoffe zugelassen wie beispielsweise Xanthan und Cellulose. Andere waren als Futtermittelzusatzstoffe zugelassen, dürfen aber nicht mehr verwendet werden, da die Zulassung nicht erneuert wurde. Dazu gehören unter anderem die Alginsäure, und das Calciumalginat.